# Rosa davurica
Rosa davurica — вид рослин з родини розових (Rosaceae); поширений у Японії, Кореї, північному Китаї, Монголії, східному Сибіру.

## Опис

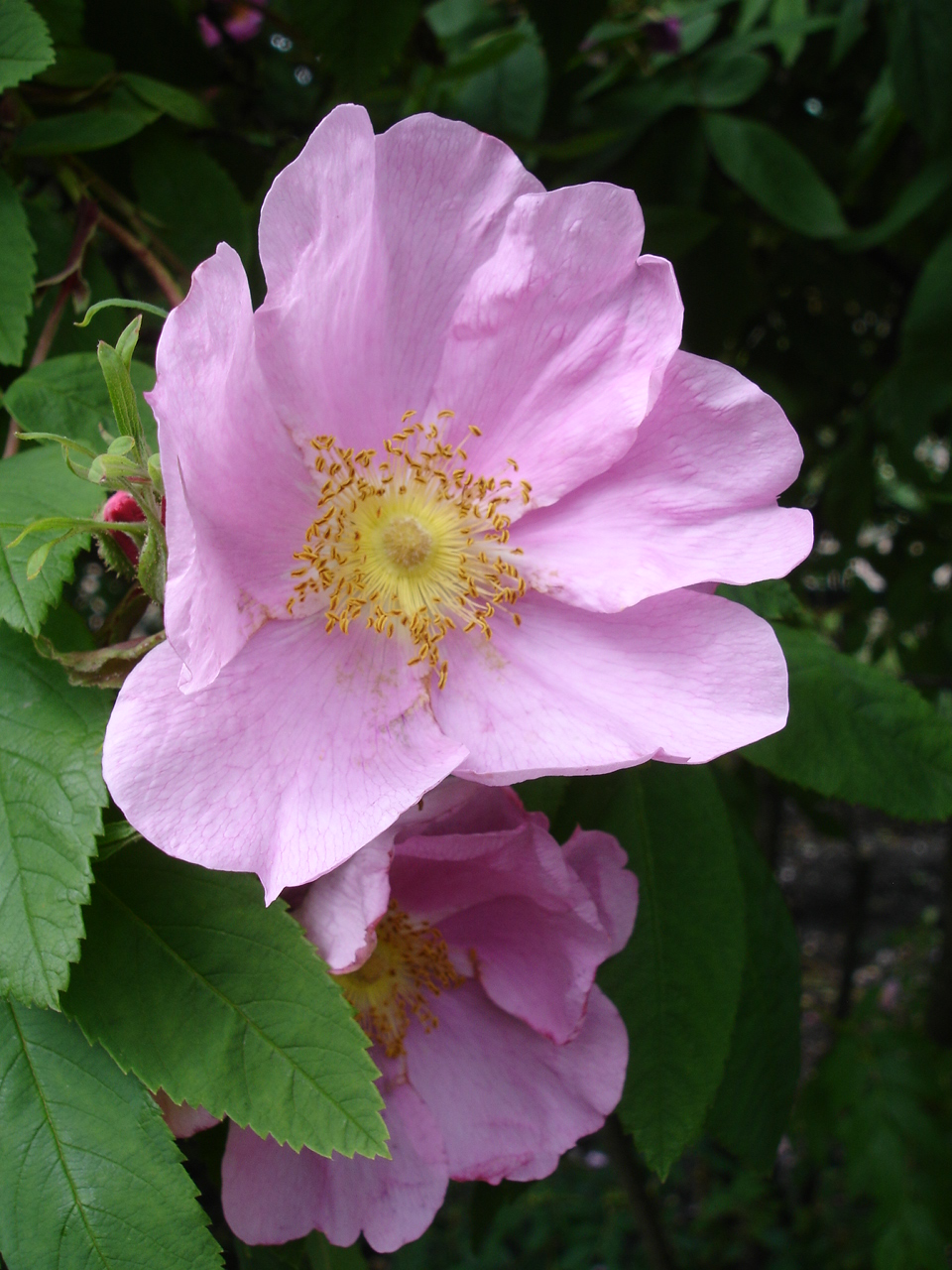
квітка

Кущ прямовисний, ≈ 1.5 м заввишки. Гілочки пурпурно-коричневі або сіро-коричневі, голі. Колючки парні внизу листя, жовтуваті, злегка зігнуті. Листки з ніжкою 4–10 см; прилистки здебільшого прилягають до ніжки, знизу запушені, край залозисто пилчастий, верхівка гостра; ніжки й ребра запушені, залозисто запушені, мало колючкові; листочків 7–9, довгасті або широколанцетні, 1.5–3.5(4) × 0.5–1.5 см; поверхні знизу залозисті, мало запушені або голі з помітними середньою та бічними жилками, зверху — голі, з увігнутою середньою і бічними жилками; основа округла або широко клиноподібна, край просто і подвійно пилчастий, вершина гостра або округло-тупа. Квітки поодинокі, або 2 або 3. Квітки пазушні, діаметром 3–4 см; плодоніжка 5–8 мм, гола або залозисто запушена; чашолистків 5, ланцетні, знизу рідко запушені й коротко залозисто запушені, зверху запушені, по краю неправильно пилчасті або залозисто запушені; пелюстків 5, рожеві, оберненояйцюваті, основа широко клиноподібна, верхівка округла. Плоди шипшини червоні, кулясті або яйцюваті, 1–1.5 см у діаметрі, з чітко вираженою шиєю, голі, зі стійкими, прямовисними чашолистиками.
Період цвітіння: червень — липень. Період плодоношення: серпень — вересень.

## Поширення
Поширений у Японії, Кореї, північному Китаї, Монголії, східному Сибіру (Росія).
Населяє сонячні місця на узліссях, трав'янисті місця на пагорбах, схилах. Висота зростання: 400–2500 м.